# Kryton
Kryton (v anglickém originále plným jménem Kryten 2X4B-523P) je fiktivní postavou v britském sci-fi sitcomu BBC Červený trpaslík. Poprvé se objevuje v dílu Kryton, kde ho hrál David Ross. Původně se měl objevit pouze jednou, ale vysoká popularita přiměla tvůrce, aby z něj učinili jednu z hlavních postav. V dalších epizodách ho hraje Robert Llewellyn, vzhledem k tomu, že David Ross už nebyl k dispozici.

## Život
Kryton je android série 4000 a je trochu neurotický. Kryton je vyroben zejména z plastu, ale obsahuje také některé organické elementy.
Kryton byl vyroben společností DivaDroid International v roce 2340; je robotem ze série 4000 vyvinuté profesorkou Mametovou. Celá série byla vyvinuta jako karikatura Johna Warbotna. Všechny negativní emoce jsou uloženy v Krytonově negátoru a když se naplní jeho kapacita, tak vybuchne. Kryton je android určený pro uklízení a službu lidem.
Krytonovo tělo bylo dodáno včetně vyměnitelných částí (tříselný nástavec, ruce, několik hlav, z nichž každá má vlastní vzpomínky a charakter, který propůjčuje tělu, když je do něj zašroubována). Kryton coby mechanoid má vysokou odolnost vůči vnějšímu prostředí (na rozdíl od ostatních postav nepotřebuje k existenci kyslík, čehož bylo několikrát scenáristy využito). V několika případech, kdy byly části jeho těla odděleny od torza, vykazovaly určitou autonomnost.
Kryton je naprogramován k poslušnosti bez diskuzí či vlastního názoru, kterou Dave Lister postupně zlomí a dá mu možnost jednat podle vlastního rozhodnutí. Další vlastností, kterou Kryton trpí, je neurotičnost a abnormální pocit viny, kterou se bičuje za každé sebemenší zaváhání.
V průběhu seriálu se u něj projevuje přimknutí k Listerovi coby sluhy ke svému pánu. Když později do posádky přibude Kristina Kochanská, začne ho sžírat žárlivost, dosahující až patetické podoby.
Předtím, než se setkal s posádkou Červeného trpaslíka, byl Kryton sluha osádky tří důstojnic na lodi Nova 5 a pravděpodobně nechtěně způsobil její nehodu mytím navigačního počítače mýdlovou vodou. Na konci prvního dílu druhé série opouští Červeného trpaslíka s úmyslem najít planetu s pozemskou atmosférou, zařídit si zahrádku a pečovat o ni.
Na začátku třetí série (ve které již patří mezi hlavní postavy seriálu) je v úvodních titulcích uvedeno, že Kryton naboural do asteroidu a Lister našel jeho pozůstatky a sestavil jej zpět, což se mu nepovedlo úplně. Tímto mělo být vysvětleno, že Kryton, nyní hraný jiným hercem, nepatrně změnil své chování a hlas.

## Citáty
Epizoda Kryton
Lister: Krytone, copak jsi nic nepochytil z filmů, co jsem ti promítal?
Rimmer: Z jakých filmů??
Kryton: Pan David byl tak laskav, že mě vzal na Divocha, Bezstarostnou jízdu a Rebela bez příčiny
Lister: Myslel sem, že by mu to prospělo. Bez úspěchu. Uprostřed proslovu Marlona Branda vytáhnul kartáč a začal mi z ničeho nic čistit klopy !!! 
Rimmer: Aspoň snad pochopíš, co je to přirozený řád věcí v životě! Jedni přikazují a druzí poslouchají! Tak to vždycky bylo a tak to vždycky bude!! Nemám pravdu??
Kryton: Ano, pane Arnolde
Lister: Ano, pane Arnolde (sarkasticky)! To je marný !!
Kryton: Tak a jsem hotov, pane Arnolde
Rimmer: Výborně, Krytone !!!
(Rimmer se dívá na obraz, kde je vyobrazen sedící na toaletě)
Kryton: Myslím, že je to fakt dobré, nemyslíte, pane ???
Rimmer: Co to vyvádíš ???
Kryton: Já bych, já, já myslím, že se bouřím…
Rimmer (zuří): Bouříš??!!!
Kryton: Ano, já, já, já řekl bych, že se tak chovám…
Rimmer (zuřící): Proti čemu se bouříš??!!
Kryton: Vo co de? Dinosauří kúže, molekulovej mozku (lije polívku do Rimmerovy postele)…
Kryton: Skopová hlavo…
Kryton: Rád bych vaši motorku
Lister: Máš ji mít…'
Kryton (na Rimmera): Víš, co si můžeš??
(ukazuje na Rimmera prostředníček)

## Zajímavosti
- Jméno Kryton má odkazovat na postavu majordoma hry Jamese Matthewa Barrieho The Admirable Crichton. Tento spisovatel a dramatik, jehož příjmení se shoduje s představitelem Rimmera, udržoval vztahy s rodinou Llewelynů (příjmení představitele Krytona).
- Kryton je pravděpodobně první umělá bytost, která ve filmu ukázala člověku vztyčený prostředník.
- Robert Llewellyn, jako možný představitel Krytona, zaujal Roba Granta a Douga Naylora svým výkonem v satiricko-feministické hře Mammon: Robot zrozený z ženy.
- 114mm zbraň anglické královské armády (Mark 8 naval gun) je britskými námořníky přezdívaná Kryten gun.[zdroj?]